# Ida B. Wells
Ida Bell Wells-Barnett (16. července 1862 Holly Springs – 25. března 1931 Chicago), spíše známá jako Ida B. Wells, byla afroamerická novinářka, muckrakerka, sufražetka, feministka, zastánkyně georgismu a vůdkyně Afroamerického hnutí za občanská práva. V roce 1909 založila National Association for the Advancement of Colored People. Spoluvlastnila noviny The Free Speech v Memphisu, ve kterých započala investigativní šetření, tehdy zvané jako muckraking, smrti tří černochů zlynčovaných bílých davem. Její novinová kancelář byla vypálena a Ida musela uprchnout do New Yorku, kde se stala vůdkyní zmíněného hnutí.